# 1925 na arte

## Nascimentos
| Data           | Nome                   | Profissão                                           | Nacionalidade  | Observações | Ref |
| -------------- | ---------------------- | --------------------------------------------------- | -------------- | ----------- | --- |
| 18 de janeiro  | Art Paul               | designer gráfico                                    | Estados Unidos |             |     |
| 30 de janeiro  | Danúbio Gonçalves      | pintor, desenhista, gravador e escritor             | Brasil         |             |     |
| 19 de abril    | Iwao Takamoto          | cartoonista                                         | Estados Unidos | m. 2007     |     |
| 18 de maio     | Justus Dahinden        | arquitecto e teórico de arquitectura                | Suíça          |             |     |
| 11 de junho    | José Ignacio Garmendia | militar, pintor, escritor e diplomata               | Argentina      | n. 1841     |     |
| 25 de junho    | Robert Venturi         | arquiteto                                           | Estados Unidos |             |     |
| 28 de julho    | Harry Elsas            | muralista, gravador e pintor                        | Alemanha       | m. 1994     |     |
| 22 de setembro | António Aragão         | escritor, poeta, historiador, investigador e pintor | Portugal       | m. 2008     |     |
| 10 de outubro  | Antônio Poteiro        | escultor, pintor e ceramista                        | Portugal       | m. 2010     |     |
| 22 de outubro  | Robert Rauschenberg    | artista plástico                                    | Estados Unidos | m. 2008     |     |
| ??             | Eduardo Sued           | pintor, gravador e desenhista                       | Brasil         |             |     |
| ??             | Gastone Novelli        | pintor                                              | Itália         | m. 1968     |     |
| ??             | Pancho Guedes          | arquitecto, escultor e pintor                       | Portugal       |             |     |
| ??             | António Charrua        | artista plástico                                    | Portugal       | m. 2008     |     |

## Mortes
| Data          | Nome                   | Profissão                            | Nacionalidade                                       | Observações | Ref |
| ------------- | ---------------------- | ------------------------------------ | --------------------------------------------------- | ----------- | --- |
| 3 de março    | Heitor Malagutti       | pintor, desenhista, poeta e pianista | Itália                                              | n. 1871     |     |
| 14 de abril   | John Singer Sargent    | pintor                               | Itália                                              | n. 1856     |     |
| 17 de julho   | Lovis Corinth          | pintor                               | Alemanha                                            | n. 1858     |     |
| 25 de agosto  | João Ghelfi            | pintor                               | Brasil                                              | n. 1890     |     |
| 16 de outubro | Christian Krohg        | pintor, um escritor e um jornalista  | Noruega                                             | n. 1852     |     |
| ??            | José Maria de Medeiros | pintor                               | Reino Unido de Portugal, Brasil e Algarves / Brasil | n. 1849     |     |